# Indusdalen

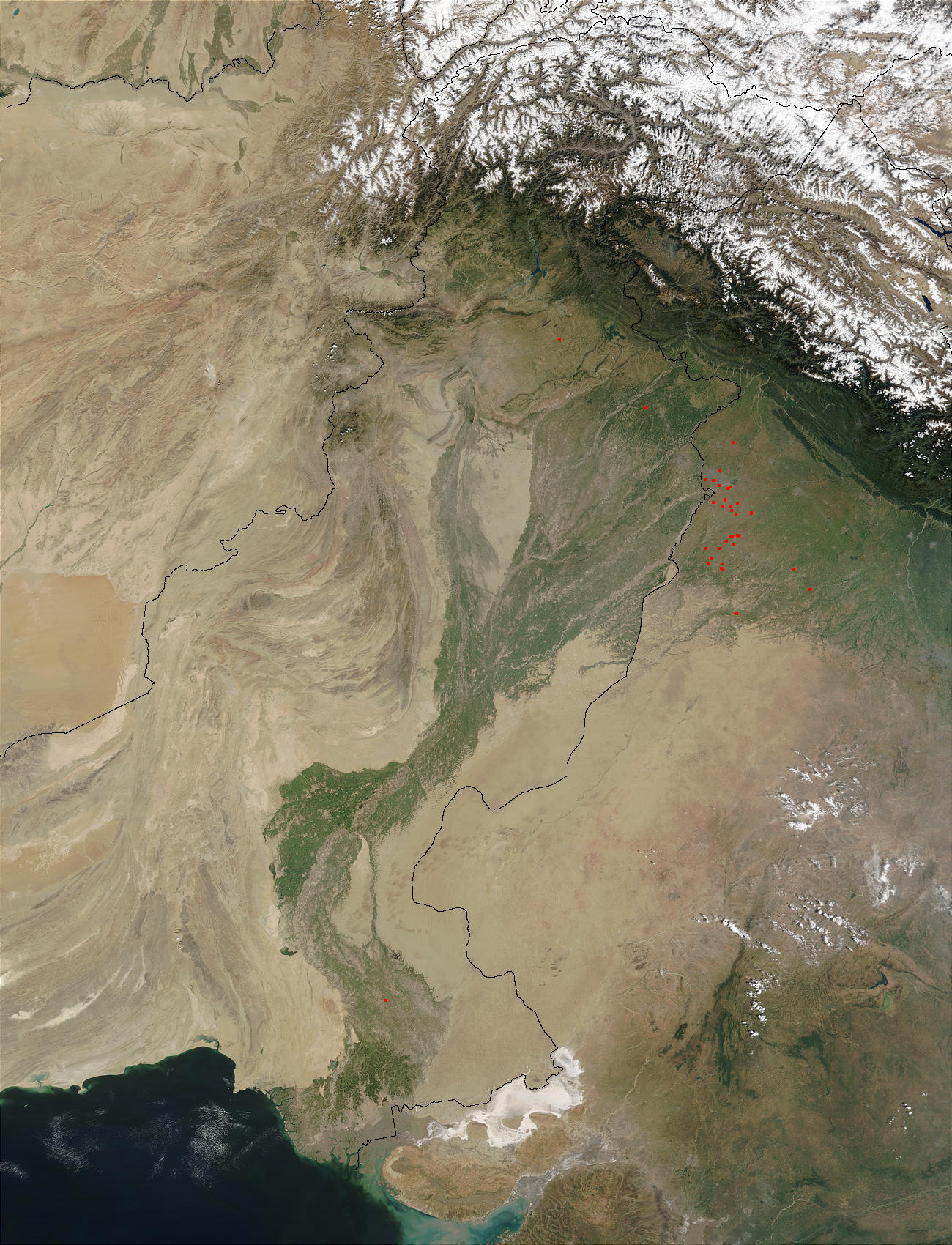
Satellitbild över Indusdalen.

Indusdalen är ett område vid gränsen mellan Pakistan och Indien, 1 165 000 kvadratkilometer stort.
I detta område fanns en civilisation av höga mått redan för cirka 6000 år sedan. De hade bland annat toaletter med avlopp och vatten inomhus.